# 1210 Morosovia
1210 Morosovia eller 1931 LB är en asteroid i huvudbältet, som upptäcktes den 6 juni 1931 av den ryske astronomen Grigorij N. Neujmin vid Simeiz-observatoriet på Krim. Den är uppkallad efter Nikolai A. Morozov.
Asteroiden har en diameter på ungefär 33 kilometer och den tillhör asteroidgruppen Eos.